# Око божје
„Око божје” је југословенски ТВ филм из 1960. године. Режирао га је Анте Вицулин а сценарио је написао Иво Штивичић по дрлу Ранка Маринковића.

## Улоге
| Глумац         | Улога |
| -------------- | ----- |
| Емил Глад      |       |
| Шпиро Губерина |       |
| Иво Кадић      |       |